# كوركي ويليام
كوركي ويليام (بالإنجليزية: Corky Hale) هي مغنية وعازفة الجاز وعازفة بيانو أمريكية، ولدت في 3 يوليو 1936 في فري بورت في الولايات المتحدة.

## وصلات خارجية
- كوركي ويليام على موقع ميوزك برينز (الإنجليزية)
- كوركي ويليام على موقع قاعدة بيانات برودواي على الإنترنت (الإنجليزية)
- كوركي ويليام على موقع قاعدة بيانات برودواي على الإنترنت (الإنجليزية)
- كوركي ويليام على موقع أول ميوزيك (الإنجليزية)
- كوركي ويليام على موقع ديسكوغز (الإنجليزية)